# L'Abergement-de-Cuisery
L'Abergement-de-Cuisery là một xã của Pháp, ở tỉnh Saône-et-Loire trong vùng Bourgogne-Franche-Comté. Xã này có diện tích 7,96 km2, dân số 640 người.

## Biến động dân số
| Năm | 1962 | 1968 | 1975 | 1982 | 1990 | 1999 |
| --- | ---- | ---- | ---- | ---- | ---- | ---- |
| Dân số | 603  | 609  | 590  | 584  | 652  | 640  |
| From the year 1962 on: No double counting—residents of multiple communes (e.g. students and military personnel) are counted only once. |      |      |      |      |      |      |